# Годилів
Годи́лів — село в Україні, у Великокучурівській сільській територіальній громаді Чернівецького району Чернівецької області

## Історія
Перші письмові згадки про село Годилів у ХІХ столітті.
З 24 серпня 1991 року село входить до складу незалежної України.

## Відомі люди
- Бодюл Юрій Дмитрович — український військовослужбовець, учасник російсько-української війни.[1]